# Bộ Bảo đảm Hậu cần Quân ủy Trung ương Trung Quốc
Bộ Bảo đảm Hậu cần Quân ủy Trung ương Trung Quốc (中央军事委员会后勤保障部) tiền thân là Tổng bộ Hậu cần Quân Giải phóng Nhân dân Trung Quốc, là một trong 15 cơ quan trực thuộc Quân ủy Trung ương Trung Quốc có chức năng tham mưu giúp Quân ủy Trung ương Trung Quốc về công tác bảo đảm hậu cần trong Quân Giải phóng Nhân dân Trung Quốc.

## Lịch sử
Trước năm 2016, tiền thân là Tổng bộ Hậu cần Quân Giải phóng Nhân dân Trung Quốc.
Từ ngày 11 tháng 1 năm 2016, Đảng Cộng sản Trung Quốc tiến hành cải cách cơ cấu, tổ chức của Quân Giải phóng Nhân dân Trung Quốc trong đó thay thế Tổng bộ Hậu cần thành Bộ Bảo đảm Hậu cần trực thuộc Quân ủy Trung ương Trung Quốc.

## Tổ chức
- Văn phòng (办公厅)
- Cục Công tác Chính trị (政治工作局)
- Cục Kế hoạch Tổng hợp (综合计划局)
- Cục Tài chính (财务局)
- Cục Y tế (卫生局)
- Cục Năng lượng Quân sự (军需能源局)
- Cục Xây dựng Cơ sở Quân sự (军事设施建设局)
- Cục Quản lý Tiêu dùng (采购管理局)

## Lãnh đạo Bộ
| Chủ nhiệm 1. Thượng tướng Triệu Khắc Thạch (1/2016—9/2017) 2. Thượng tướng Tống Phổ Tuyển (9/2017—8/2019) 3. Thượng tướng Cao Tân (8/2019-) | Chính ủy 1. Trung tướng Trương Thăng Dân (11/2016—1/2017) 2. Trung tướng Trương Thư Quốc (1/2017—） |

Phó Chủ nhiệm
- Trung tướng Lý Thư Chương （2016—）
- Trung tướng Tôn Hoàng Điền（2016—）
- Trung tướng Lưu Sinh Kiệt（2016—2017）
- Thiếu tướng Tiền Nghị Bình（2016—）
- Thiếu tướng Lý Thanh Kiệt（2017—）[6]